# Ronald John Grabe
Ronald John Grabe (New York, New York, 1945. június 13.–) amerikai mérnök, űrhajós, ezredes.

## Életpálya
1966-ban a Légierő Akadémiáján (USAF Akadémia) mérnöki/pilóta oklevelet szerzett. 1967-ben Nyugat-Németországban teljesített szolgálatot. A vietnámi háborúban 200 harci bevetést hajtott végre. Szolgálati repülőgépei az F–100 és az F–111 volt. 1969-től tesztpilóta, tesztelt géptípusok az F–111D módosításai, fegyverrendszerei, az A–7 típusmódisításai.  1976-1979 között cserepilótaként Angliában teljesített szolgálatot. Több mint 15 500 órát töltött a levegőben (repülő/űrrepülő).
1980. május 19-től a Lyndon B. Johnson Űrközpontban részesült űrhajóskiképzésben. Kiképzett űrhajósként tagja volt az STS–3 és az STS–4 támogató (tanácsadó, problémamegoldó) csapatának. A Space Shuttle Program Iroda helyettes vezetője, majd az Űrhajózási Hivatal kiképzési vezetője. Négy űrszolgálata alatt összesen 26 napot, 3 órát és 38 percet (627 óra) töltött a világűrben. Űrhajós pályafutását 1994. április 11-én fejezte be. A Marketing & Business Development alelnöke lett.

## Űrrepülések
- STS–51–J, az Atlantis űrrepülőgép első repülésének pilótája. Az Amerikai Védelmi Minisztérium megbízásából a második Space Shuttle repülés. A küldetés során a legénység útnak indított két katonai kommunikációs műholdat. Első űrszolgálata alatt Összesen 4 napot, 1 órát, 44 percet és 38 másodpercet töltött a világűrben. 2 776 000 kilométert (1 682 641 mérföldet) repült, 64 alkalommal kerülte meg a Földet.
- STS–30, az Atlantis űrrepülőgép 4. repülésének pilótája. Sikeresen útnak indították a Magellan űrszondát. Második űrszolgálata alatt összesen 4 napot, 00 órát és 56 percet (97 óra) töltött a világűrben. 2 706 912 kilométert (1 477 500 mérföldet) repült, 65 kerülte meg a Földet.
- STS–42, a Discovery űrrepülőgép 14. repülésének parancsnoka. Hetedik alkalommal szállította a világűrbe a Spacelab mikrogravitációs laboratóriumot, melyben a legénység 11 ország tudósai által összeállított kísérleteket, 12 órás váltásokban végezte. Harmadik űrszolgálata alatt összesen 8 napot, 1 órát és 14 percet (193 óra) töltött a világűrben. 4 701 140 kilométert (2 921 150 mérföldet) repült, 129 kerülte meg a Földet.
- STS–57, az Endeavour űrrepülőgép 4. repülésének parancsnoka. Visszanyerték az egy évvel korábban, az STS–46 útja során pályára állított négy és fél tonnás Eureca tudományos műholdat. A Spacelab mikrogravitációs laboratóriumban kereskedelmi céllal különféle anyagtudományi és fiziológiai megfigyeléseket végeztek. Az Eurecát visszaszállították a Földre, ahol megkezdődhetett a 71 anyagtudományi és csillagászati kísérlet eredményeinek elemzése. Negyedik űrszolgálata alatt összesen 9 napot, 23 órát és 44 percet (240 óra) töltött a világűrben. 6 608 628 kilométert (4 106 411 mérföldet) repült, 155 kerülte meg a Földet.